# 科奇庫羅沃區

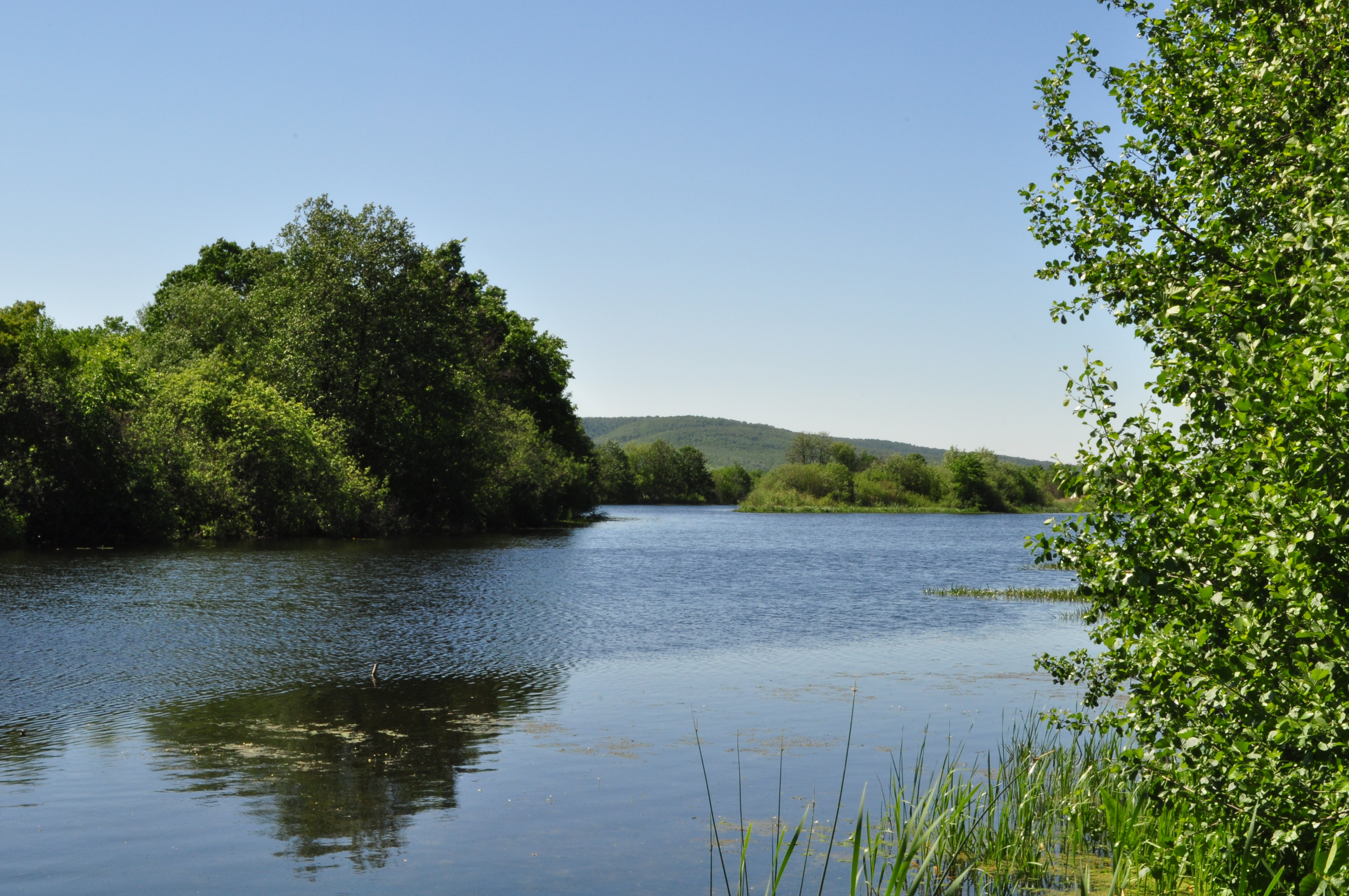

54°02′N 45°26′E / 54.033°N 45.433°E
科奇庫羅沃區（俄语：Кочкуровский район），是俄羅斯的一個區，位於該國西部，由莫爾多維亞共和國負責管轄，面積816.46平方公里，2010年人口10,794，人口密度每平方公里13.22人。